# Port lotniczy Las Khoreh
Port lotniczy Las Khoreh (kod IATA: LKR) – lotnisko obsługujące miasto Laasqoray w Somalii (Puntland)